# Природна религия
Природни религии е сборно понятие, отнасящо се до всяка една религия, в която основен обект на почитание е природата във всички нейни проявления. С това понятие, обикновено, се обозначават всички езически религии, чиито основни божества са въплъщения на различни природни и космични стихии, явления и функции.
Природните религии намират широко приложение в много направления на съвременния паганизъм. Те се свързват с идеите за природосъобразен начин на живот и с движението за защита на природната среда. В тази връзка природните религии са особено популярни сред членовете на много екологични организации.